# Dryjówka
Dryjówka – część wsi Gbiska w Polsce, położona w województwie podkarpackim, w powiecie strzyżowskim, w gminie Strzyżów. 
W latach 1975–1998 Dryjówka administracyjnie należała do województwa rzeszowskiego.